# Кулак люті
«Кулак люті» (англ. Fist of Fury) — гонконгський фільм-бойовик, з Брюсом Лі у головній ролі. Кінофільм вийшов на екрани в 1972 році. У фільмі одну зі своїх перших великих ролей зіграв Джекі Чан. «Кулак люті» став найкасовішим гонконгським фільмом свого часу, зібравши понад $100 млн у прокаті при кошторисі в $100 тис.
Події відбуваються під час окупації японцями Шанхаю (1937—1945). Учень школи бойових мистецтв Чен Чжен підозрює, що його вчителя вбили японці. Коли решта не наважуються виступити проти окупантів, Чжен береться самотужки розкрити правду й покарати убивць.

## Сюжет
Дія фільму відбувається в окупованому японцями Шанхаї. Майстер бойових мистецтв Чен Чжен, повернувшись у Шанхай, дізнається про похорони свого вчителя, знаменитого майстра Хо Юаньцзя, засновника Асоціації бойових мистецтв «Цзін'у». Чен встигає лише побачити як труну вже закопують і картає себе за те, що не з'явився раніше.
Чен підозрює, що Хо помер не від пневмонії, як офіційно записано, а що його було вбито. На поминальну церемонію прибуває Ву Ен — перекладач і радник Хіроші Сузукі, наставника місцевого японського доджьо «Хонкоу». Японці дарують «Цзін'у» знущальну каліграфію з написом «Хворі Східної Азії» (образлива назва китайців, що використалася у кінці XIX — початку XX ст.). Посіпака Ву Ена обіцяє з'їсти напис, якщо хтось зуміє подолати японців. Ву Ен кидає виклик бійцям, але ніхто не наважується вступити з ним у поєдинок. Чен Чжен єдиний кидається в бій, але новий очільник «Цзін'у», Фен Ґуйші, зупиняє його, потім пояснивши, що Хо вчив не кидатися в бій безрозсудно.
Пізніше Чен Чжен повертає подарований напис у доджьо та пропонує помірятися силами. Японські бійці одні за одним програють і потім нападають усі разом. Їхній вчитель Йошіда викликає Чена на двобій і так само зазнає поразки. Чен змушує їх з'їсти їхній напис. Хіроші наказує помститися китайцям і знищити «Цзін'у».
Чен бачить на вулиці табличку «Собакам і китайцям вхід заборонено» та розбиває її. Це стає приводом для японців ввірватися в будівлю «Цзін'у» та вчинити погром. Вони глумляться з пам'яті Хо Юаньцзя та вимагають видати їм Чена як злочинця. Учні «Цзін'у» дорікають Чену, що його не було з ними. Вони вирішують, що Чен повинен покинути Шанхай. Той неохоче погоджується заради блага решти учнів. Його наречена Юань Ліер каже, що поїде з Ченом.
Перед від'їздом Чен підслуховує розмову кухаря Тяня, який працює в «Цзін'у», з учнем Фенгом Ґуйші. З їхніх слів Чен розуміє, що це зрадники, які отруїли вчителя. Розлютований Чен убиває Тяня, а потім розправляється з Фенгом, і вішає обох на ліхтарі, а для учнів лишає записку з поясненням.
Чен переховується на кладовищі біля могили учителя. Юань Лі-ер здогадується, що він там, і згадує про їхні мрії на спільне життя. Тим часом Хіроші Сузукі підбурює своїх людей убити Чена. Ву Ен зауважує, що якщо відкрито піти проти Чена, то всі зрозуміють, що Хо Юаньцзя вбили на замовлення японців. Тому він радить змусити учасників «Цзін'у» видати Чена під загрозою арешту їх усіх як спільників убивств. Ву Ен планує, що тоді Чен здасться сам аби врятувати побратимів. Японці святкують свій майбутній успіх, влаштувавши бенкет і викликавши повію. Їх відвідує російський кримінальний авторитет Петров, шукаючи прихистку. Напившись, Ву Ен їде додому. Чен перестріває його та б'є до смерті, після чого, як і зрадників, вішає на ліхтарі.
Сузукі звертається до японського консульства з проханням допомогти в упійманні Чена, але йому бракує доказів, що вбивця саме Чен. Тому він повертається до плану арештувати учнів «Цзін'у» аби Чен сам себе видав. Переодягнувшись продавцем газет, Чен підслуховує про ці плани японців і під виглядом електрика проникає в доджьо. Там він у двобоях убиває Йошіду, Петрова та Сузукі. Фен Ґуйші здогадується, що Юань Ліер знає де Чен і просить розповісти, хоча знає, що Чена тоді вб'ють японці. Японські бійці у відповідь нападають на «Цзін'у» та вбивають багатьох учнів. Фен Ґуйші визнає, що його бездіяльність була помилкою. Коли приходить поліція, він відмовляє їм у видачі Чена.
Чен повертається в «Цзін'у» та каже поліцейським, що згоден здатися, а решта учнів невинні. Він виходить перед японцями, але вони були прислані не арештувати Чена, а вбити. Чен робить рішучий стрибок і лунають постріли. Після стрибка у фільмі при титрах звучить пісня «Тоді моя рука стає кулаком люті».

## У ролях
- Брюс Лі — Чен Чжен, учень «Цзін'у»
- Нора Міао — Юань Ліер, наречена Чен Чжена, учениця «Цзін'у». Її ім'я в фільмі не згадується.
- Рікі Хашімото — Хіроші Сузукі, керівник доджьо «Хонкоу»
- Роберт Бейкер — Петров, бос російської банди та друг Сузукі
- Тян Фен — Фен Цзюнься, найстарший учень «Цзін'у»
- Пол Вей — Ву Ен, перекладач і радник Сузукі
- Фанг Нгай — Йошіда, головний інструктор в доджьо
- Ло Вей — Ло, інспектор поліції
- Хуан Цун Гсін — Тянь, кухар у «Цзін'у»
- Хань Ін-чі — Фен Гуйші, доглядач «Цзін'у»
- Джеймс Тьєн — Фан Цзяці, учень «Цзін'у»
- Марія І — Єн, учениця «Цзін'у»
- Джун Кацумура — охоронець Сузукі
- Лі Кван — Сюй, учень «Цзін'у»
- Джекі Чан — учень «Цзін'у»